# Радошице (гмина)
Радошице (пол. Radoszyce) — городско-сельская гмина (волость) в Польше, входит как административная единица в Коньский повет, Свентокшиское воеводство. Население — 9170 человек (на 2004 год).

## Демография
| Перепись                       | Всего   | Всего | Женщины | Женщины | Мужчины | Мужчины |
| ------------------------------ | ------- | ----- | ------- | ------- | ------- | ------- |
| Единицы                        | человек | %     | человек | %       | человек | %       |
| Население                      | 9170    | 100   | 4527    | 49,4    | 4643    | 50,6    |
| Плотность населения (чел./км²) | 62,5    | 62,5  | 30,9    | 30,9    | 31,6    | 31,6    |

## Соседние гмины
1. Гмина Коньске
2. Гмина Лопушно
3. Гмина Мнюв
4. Гмина Руда-Маленецка
5. Гмина Слупя
6. Гмина Смыкув